# Ferrari 225 S
La Ferrari 225 S est une automobile du constructeur italien Ferrari sortie en 1952, modèle intermédiaire entre la 212 et la 250.

## Carrière en compétition

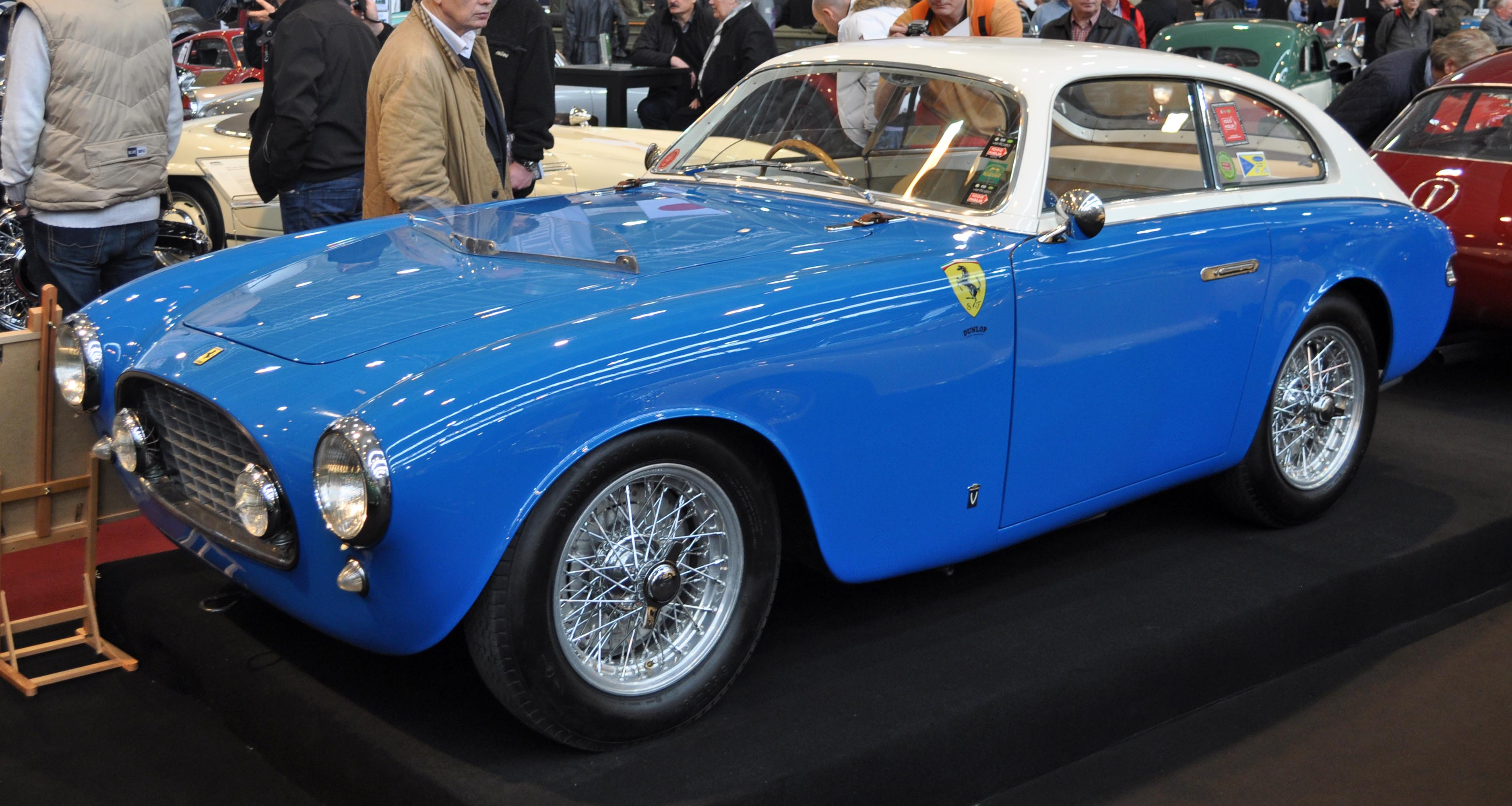
Ferrari 225 S.

Carrossée par Vignale en version coupée et spider, la nouvelle voiture « sport » de Ferrari se distingue au cours de nombreuses compétitions. 
Deuxième au Tour de France automobile en 1952 avec Pierre "Pagnibon" et Adolfo Macchievaldo, elle domine la même année le Grand Prix de Monaco Sport avec Vittorio Marzotto (le vainqueur du Tour de Sicile 1951, sur 212 export avec Fontana). 
Bill Lloyd l'impose en championnat SCCA National de Classe D modifiée, pour la saison 1954.

## Caractéristiques techniques
- Moteur : 12 cylindres en V de 60° Colombo.
- Cylindrée : 2 715,46 cm3.
- Emplacement : avant longitudinal.
- Puissance : 210 CV à 7 200 tr/min.
- Distribution : 2 soupapes par cylindre, 1 arbre à cames en tête[1].
- Carburation : 3 carburateurs Weber 36 DCF.
- Boite : 5 vitesses + marche arrière.
- Châssis : monobloc en tubes d'acier à section elliptique.
- Suspension : 
  - avant : roues indépendantes, quadrilatères déformables, ressort à lames transversal inférieur ;
  - arrière : essieu rigide, double ressorts à lames semi-elliptiques longitudinaux.
- Freins : hydrauliques à tambour.
- Dimensions : empattement, voies avant et arrière : 2 250/1 278/1 250 mm.
- Poids à vide : 850 kg.
- Performance : vitesse maxi 230 km/h.